# マルチスズキ・ワゴンR
マルチスズキ・ワゴンR（Maruti Suzuki Wagon R）は、1999年から主にインド市場向けに子会社のマルチ・スズキを通じてスズキによって製造販売されている小型乗用車（Aセグメント）である。
ワゴンRのインドでの販売は1999年12月18日に始まり、数度の改良が行われている。第2世代ワゴンRのモデルとスタイリングは、いくつかの違いがあるがインドネシア市場のカリムン・ワゴンRおよびパキスタン市場のワゴンRと共通である。
当初マルチ製ワゴンRは日本市場向け軽自動車のワゴンRとプラットフォームを共有していたが、第3世代のマルチ製ワゴンRは日本で販売されているワゴンRとは無関係である。マルチ製ワゴンRはスズキ・HEARTECTプラットフォームを使用していた。
インドで製造されるワゴンRは「マルチ」の呼称を外して、バングラデシュ、ブータン、ネパール、スリランカなどの近隣諸国にも輸出されている。
2019年12月31日現在、ワゴンRはインドで240万台以上販売されている。

## 初代（1999年 - 2009年）
初代ワゴンRは1999年12月18日にインドで導入された。日本で販売される軽自動車を基にしたワゴンRは、ヒュンダイ・サントロの対抗車種として開発された。ワゴンRは背の高い乗員でも簡単に座ることができるなど車内空間の広さによりインドで人気を得た。また、1999年頃のインドでは贅沢と考えられていたパワーウィンドウやパワーステアリングのような機能も適用された。エンジンは、最高出力64 ps @ 6,600 rpm、最大トルク84 N·m @ 3,500 rpmを発揮するスズキの直列4気筒 1.1L F10D型SOHC16バルブガソリンエンジンを搭載した。
2003年にフェイスリフトが行われ、グリルにメッキライン、車体と同色のバンパー、クリアレンズ仕様テールランプが追加された。車内は大きな収納空間を持つベージュ色のダッシュボードが備え付けられている。2006年、DUOと呼ばれる液化石油ガス（LPG）版が販売開始。また、新デザインのメッキ加飾されたグリルとテールゲートも追加された。
初代ワゴンRは累計で約88万台が販売された。

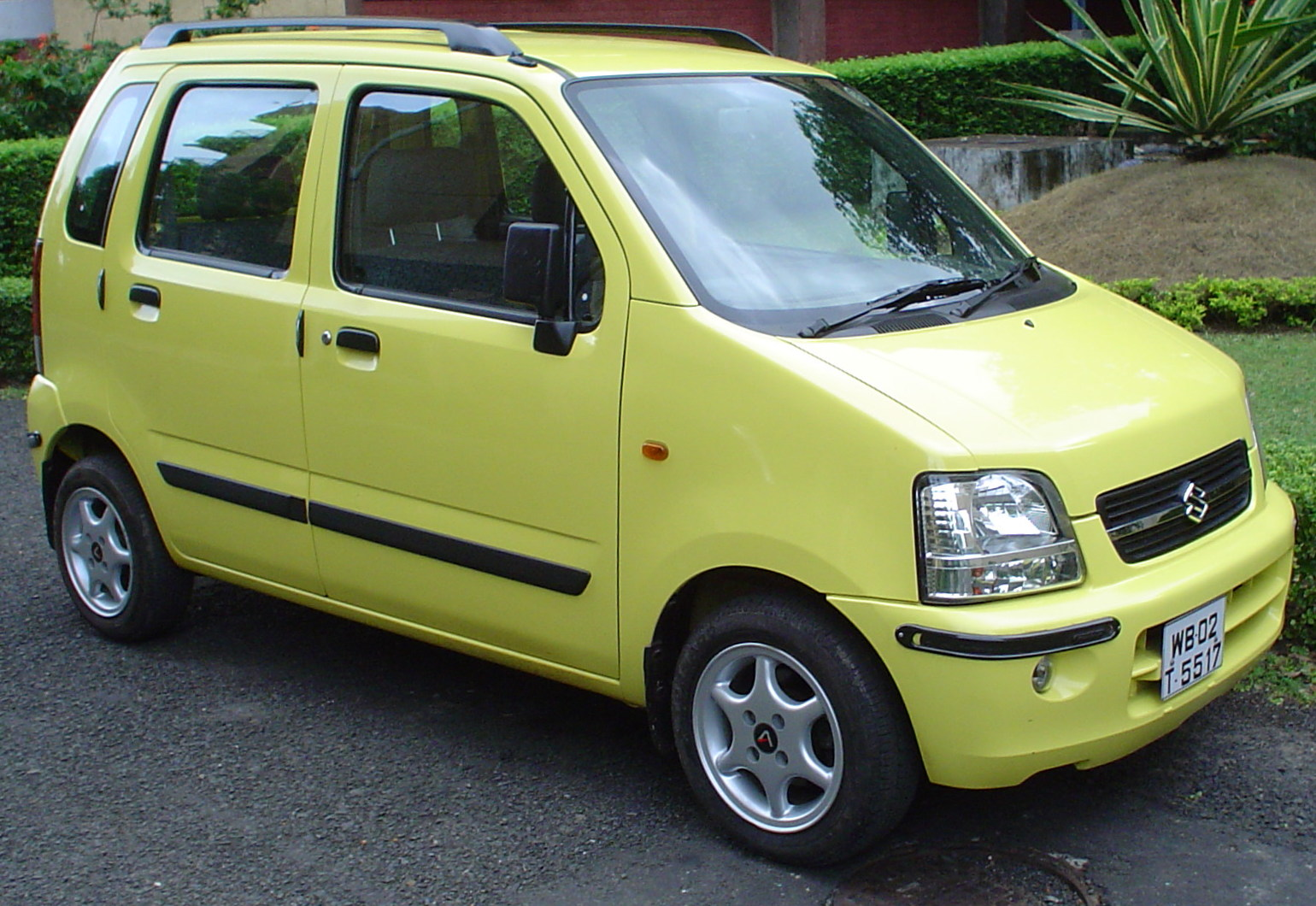
マルチスズキ・ワゴンR（1回目のフェイスリフト）
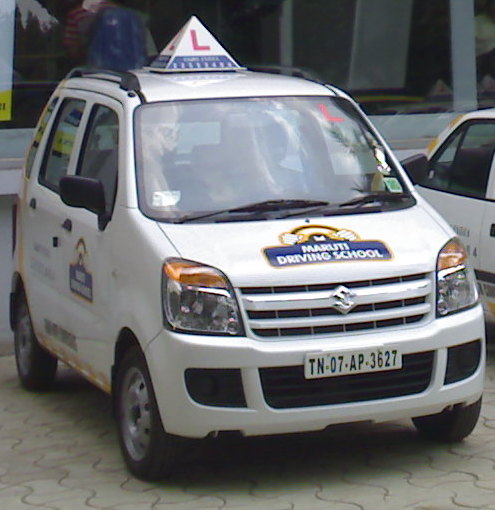
マルチスズキ・ワゴンR（2回目のフェイスリフト）

## 2代目 MP31S型 (2010年 - 2025年）
2代目ワゴンRは2010年4月23日にインド、ニューデリーで発表された。日本の4代目ワゴンRから引き継がれた全く新しいプラットフォームを使用し、全長は3,595 mmに伸び（75 mmの拡大）、ホイールベースは2,400 mmとなった。2代目ワゴンRは先代よりも幅と高さも拡大している。ABS、エアバッグ、フォグランプなどの安全装備も取り入れられているが、これらは最上級グレードに限定される。グレードはLX、LXi、VXi。
ワゴンR 1.0と呼ばれるモデル（2010年）は、998 ccの直列3気筒K10B型エンジンを搭載する。エンジンは最高出力68 ps @ 6,200 rpm、最大トルク90 N·m @ 3,500 rpmとなる。また、5段変速モデルを発売開始した。この5段変速版はトップグレードのVXi（ABSが標準装備）にのみ設定された。また、全てのワゴンRおよびスティングレーでABSをオプションとして設定した。ワゴンRの販売価格は4.14ラークインド・ルピーで、スティングレーの価格はワゴンRよりも2万インド・ルピー高かった。
2代目の最初のフェイスリフトは2013年1月14日に行われた。内容は表面的な変更で、狭くなったグリル、大型ベント付きのスタイルが新しくなったバンパー、新しいフォグランプハウジングなどである。内部の変更はデュアルグローブボックス、USBおよびAUXポート付きEagle Wings音楽システムなどである。
2014年、マルチ・スズキはマルチ・スズキ・スティングレーを発売開始した。基本的にはスタイルが新しくなった2代目ワゴンRであり、通常版と並行して販売された。スティングレーの特徴は、より大胆で力強い見た目の顔である。このセグメントとしては初めとなるプロジェクターヘッドランプが装備された。あとで、マルチ・スズキはスティングレーの名称を捨てて、ワゴンRの最上級グレードとしてワゴンR VXi+に改名した。
2015年、古くなった3段ATに替えて、5段AMT（オートギヤシフト、AGS）が導入された。

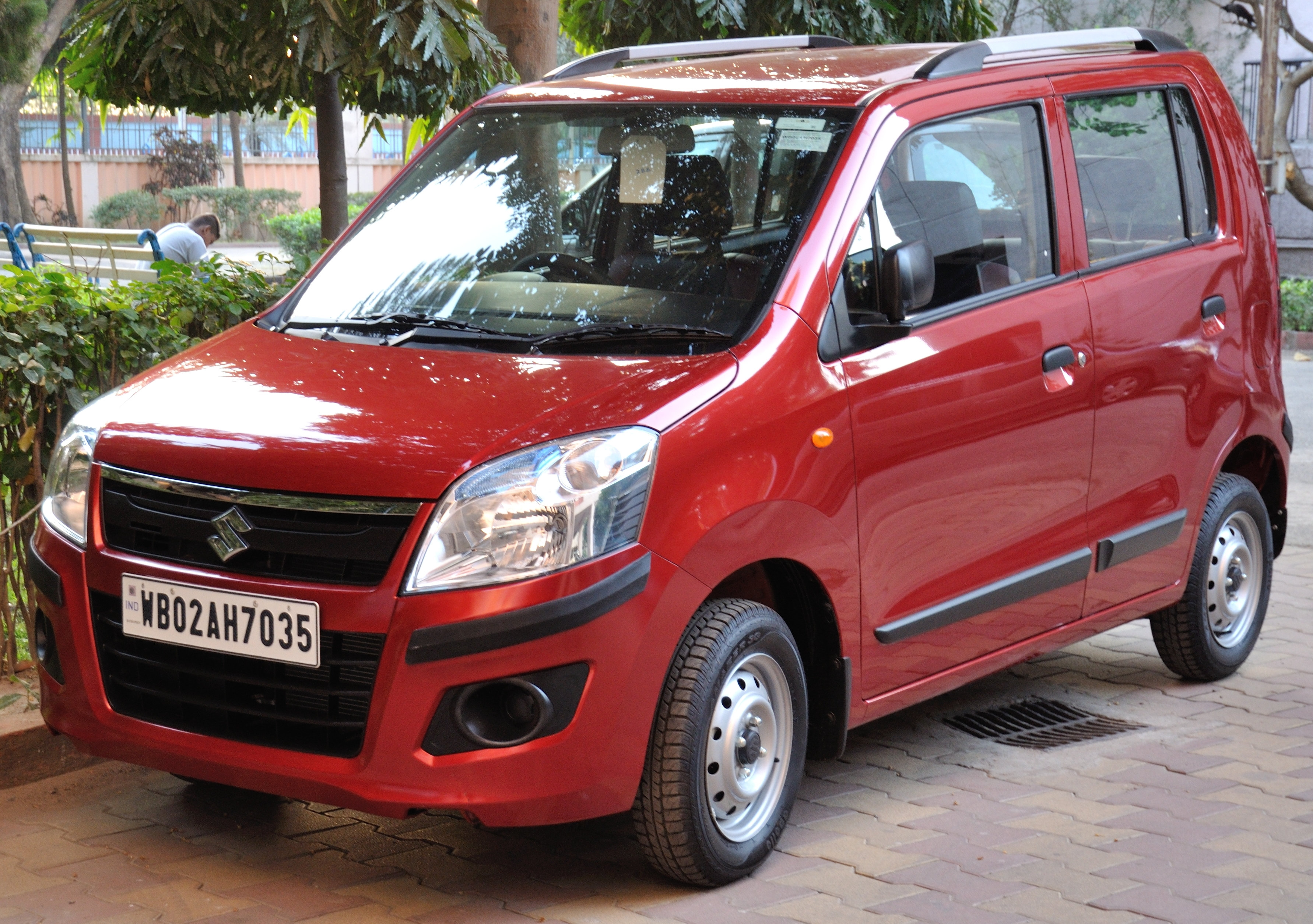
マルチスズキ・ワゴンR LXi（MP31S、フェイスリフト）
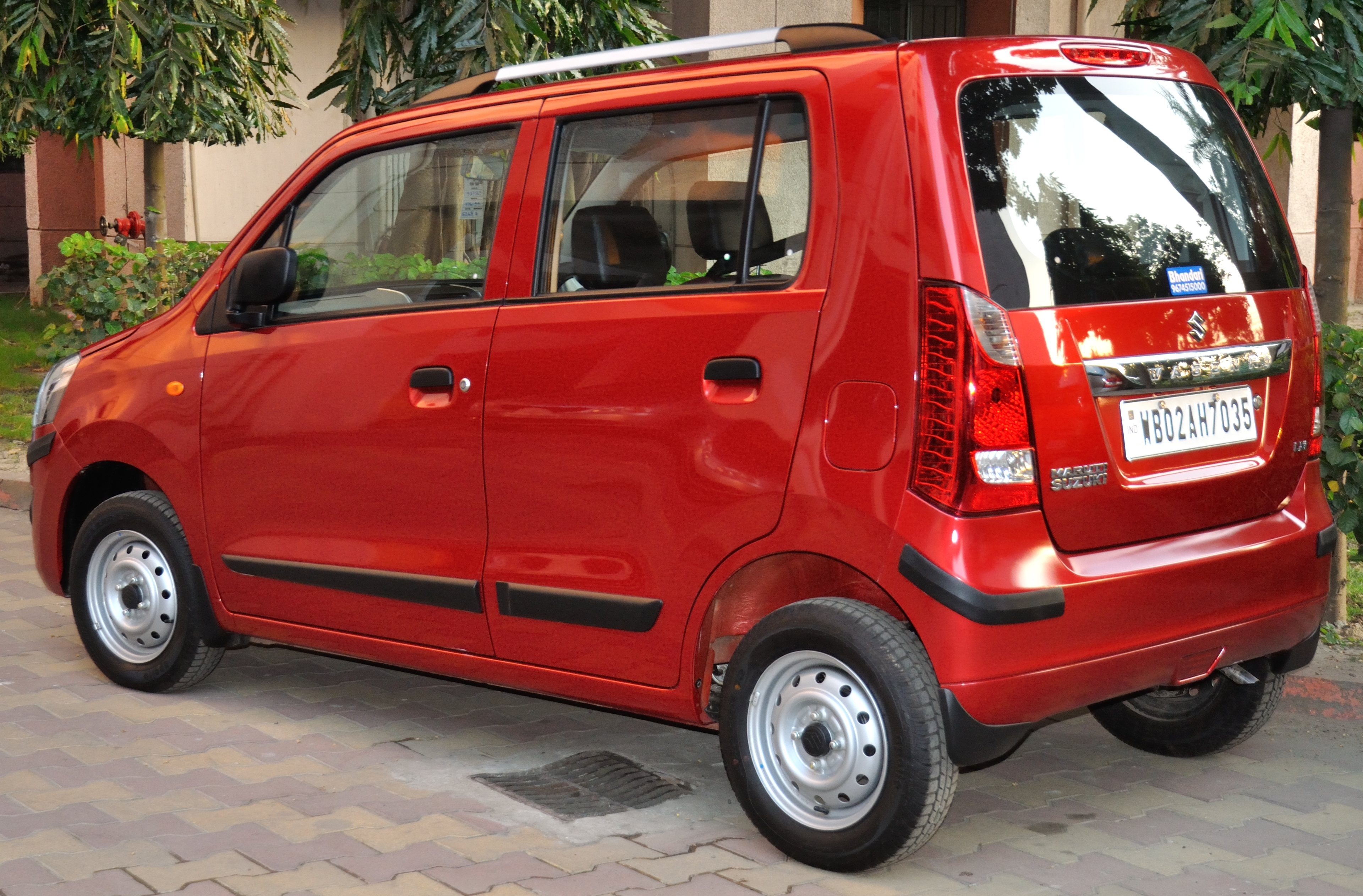
マルチスズキ・ワゴンR LXi（MP31S、フェイスリフト）
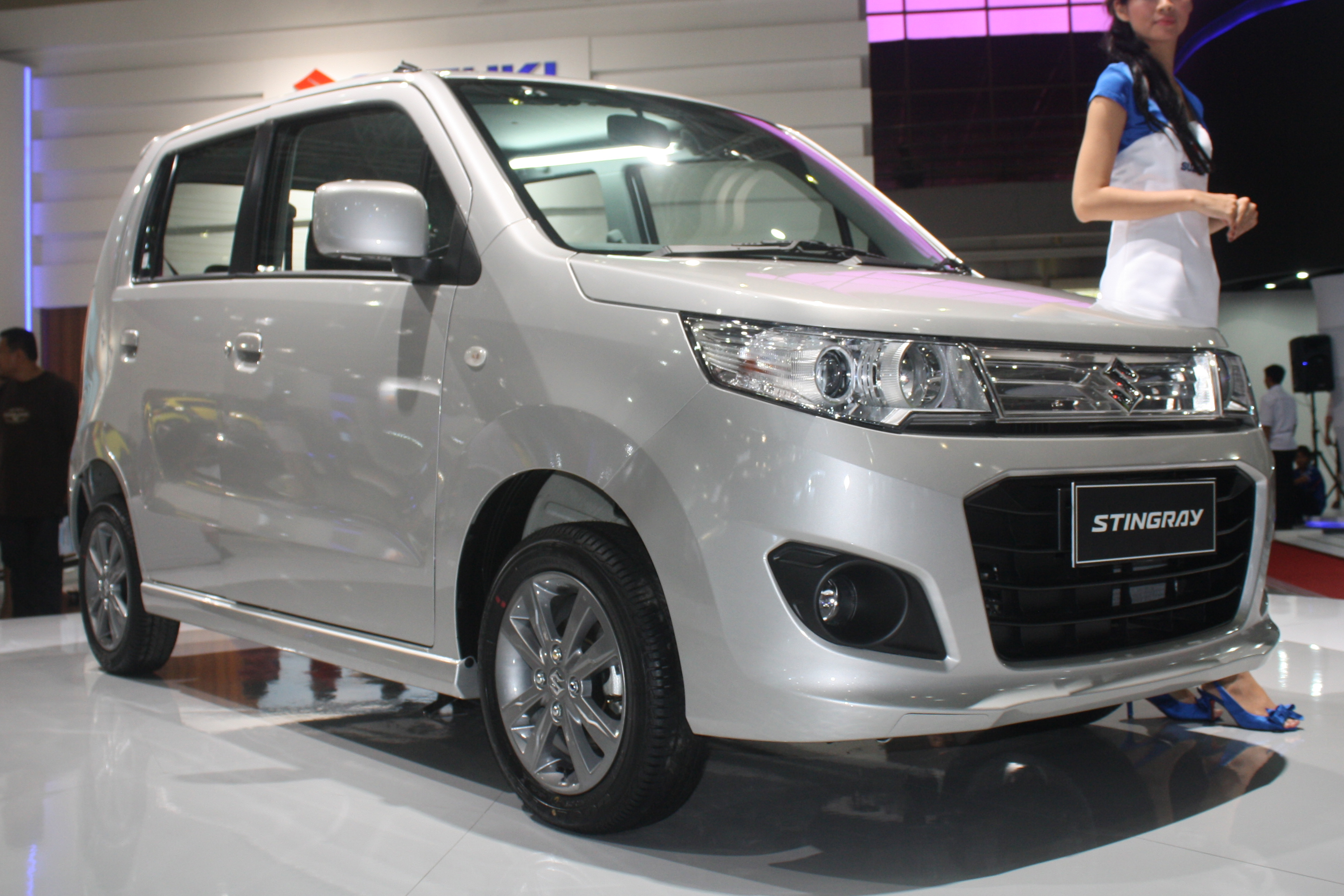
2013年式マルチスズキ・ワゴンRスティングレーVXi（MP31S）

### カリムン・ワゴンR
カリムン・ワゴンR（Karimun Wagon R）は、インドネシア政府のローコストグリーンカー（LCGC）政策に合致させるためのインド仕様ワゴンRのリバッジ版である。2013年9月に開催された第21回インドネシア国際モーターショーで市販版が公開された。インドネシア国内市場向けの生産は2013年9月にタンブン工場で始まり、翌10月に市販された。
インドネシア製ワゴンRは、基本的にはインド仕様ワゴンRから余分な装備を取り除いたものである。インド仕様にあってインドネシア仕様にないものは、ハイマウント型ストップランプ、リアフォグランプ、リアワイパー、リアウォッシャー、デフォッガー、電動ミラー、リアのメッキガーニッシュ上の「Wagon R」のレタリング、HVACシステムと調節、同乗者用サンバイザー、防眩バックミラー、ファブリック製ドアトリム、リアパワーウインドウ、調節可能なヘッドレスト、60:40分割バックシート、ティルトステアリング、助手席グローブボックス、助手席用エアバッグ、ABS、運転席側のカップホルダー、ヘッドランプレベリングアジャスター、ブーツパーセルトレイ、CNG仕様などである。
当初はGA、GL、GXの3グレードで展開された。2014年6月にDilagoグレードが販売開始されたが、2015年末に販売が終了した。「ディラゴ」は現地のモルッカ諸島の言葉で「最高になる」と意味する。
2014年9月には、インド仕様のワゴンRスティングレーをベースとする、よりスポーティーなグレード「カリムン・ワゴンR GS」の販売が開始された。2015年5月には5段AGS版が登場した。
2017年4月の第25回インドネシア国際モーターショーで改良型が発表され、GA、GL、GSの3グレード構成となった。また、GAおよびGSグレードを基にした受注生産のパネルバンも用意された。50th Anniversary Editionと呼ばれる限定車が2020年10月に発売された。この限定車は、基本的にはかつて設定されていた2014年GL Dilago特別仕様車のGS版である。このモデルはインドネシアにおけるスズキ・インドモービルの50周年を記念して発売された。
カリムン・ワゴンRは2021年末にインドネシアで販売が終了したが、パキスタンへのノックダウンキットの輸出は継続している。

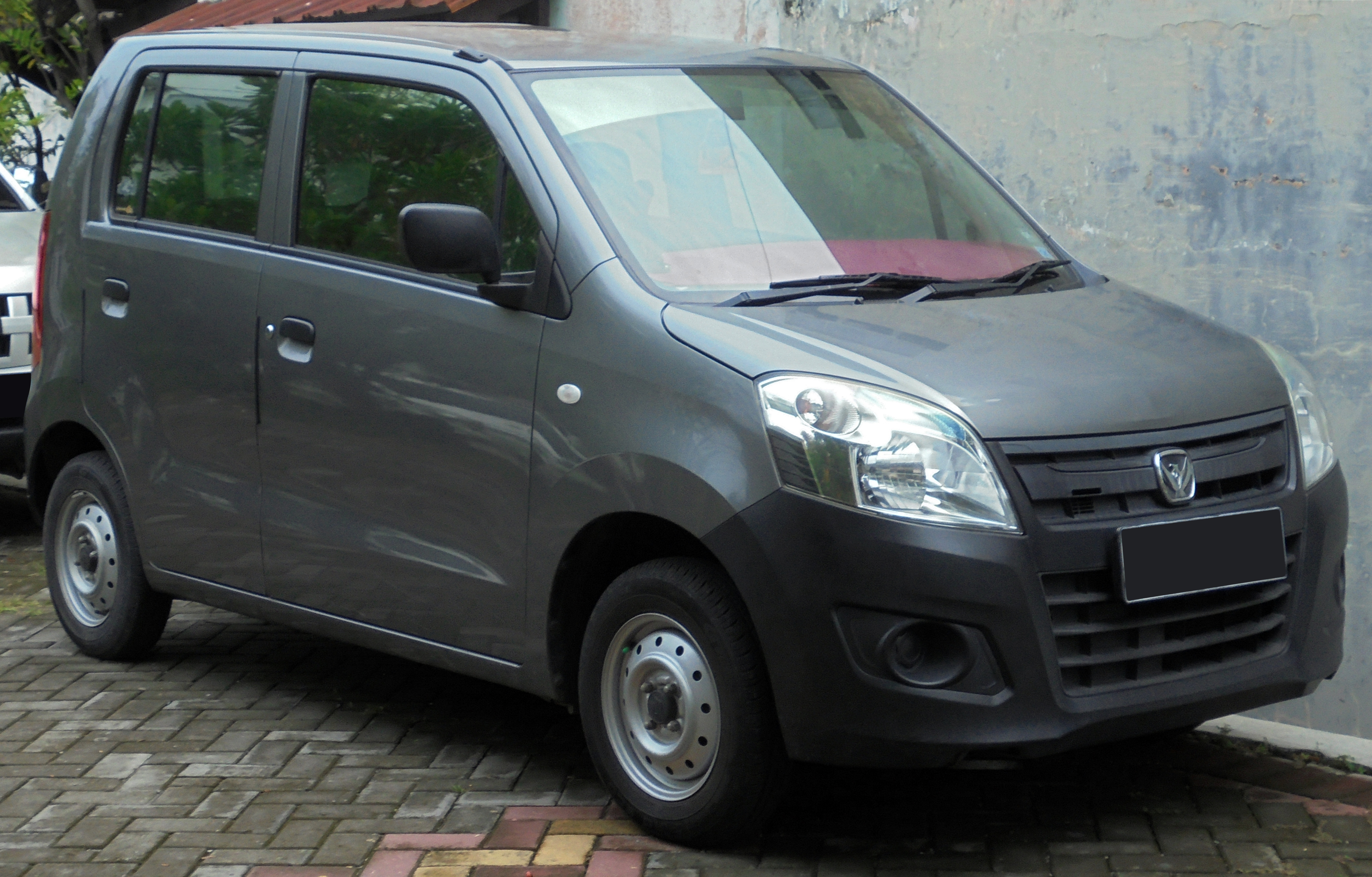
2014スズキ・カリムン・ワゴンR GA（MP31S、インドネシア）
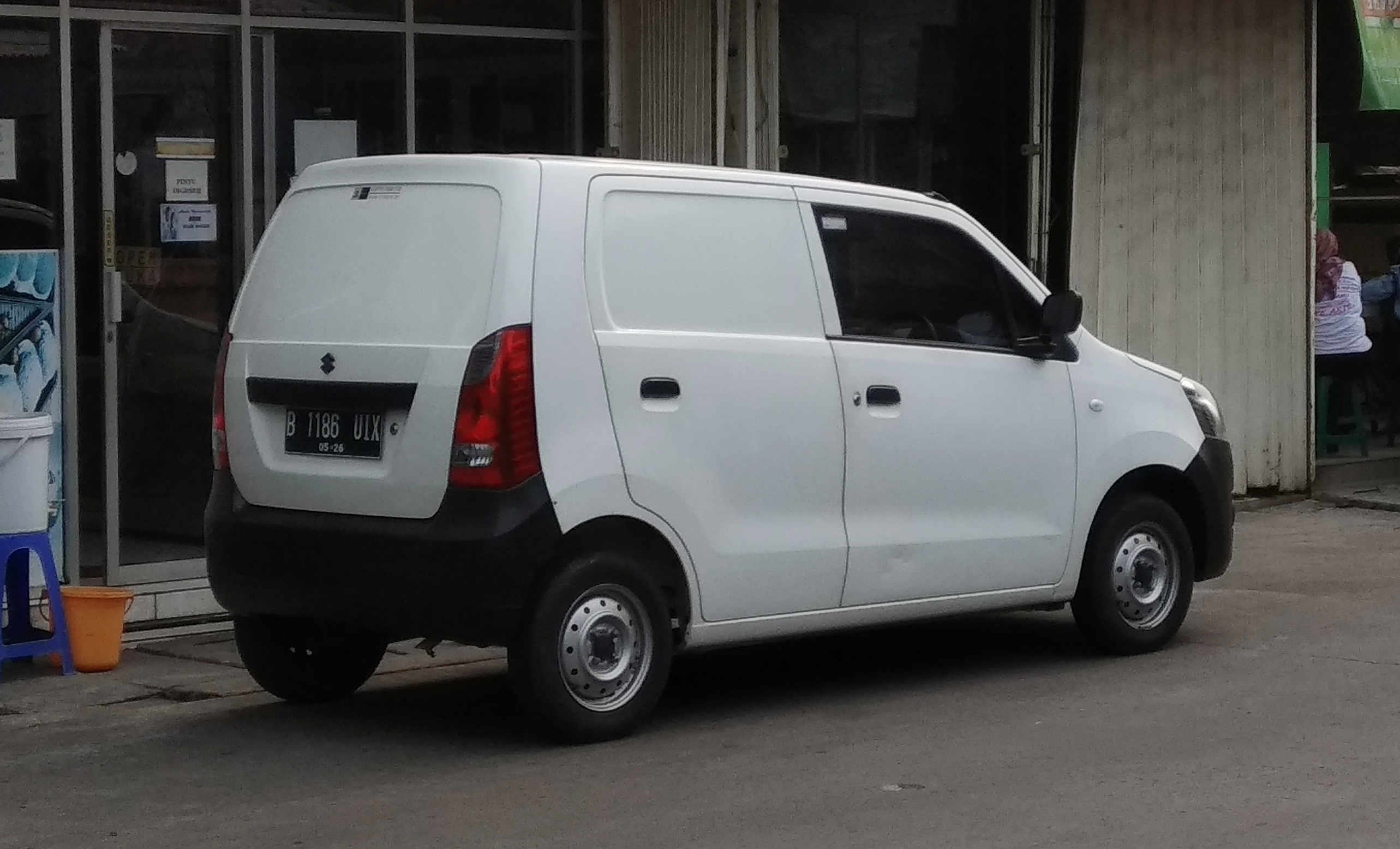
2015スズキ・カリムン・ワゴンR GA panel van（MP31S、インドネシア）
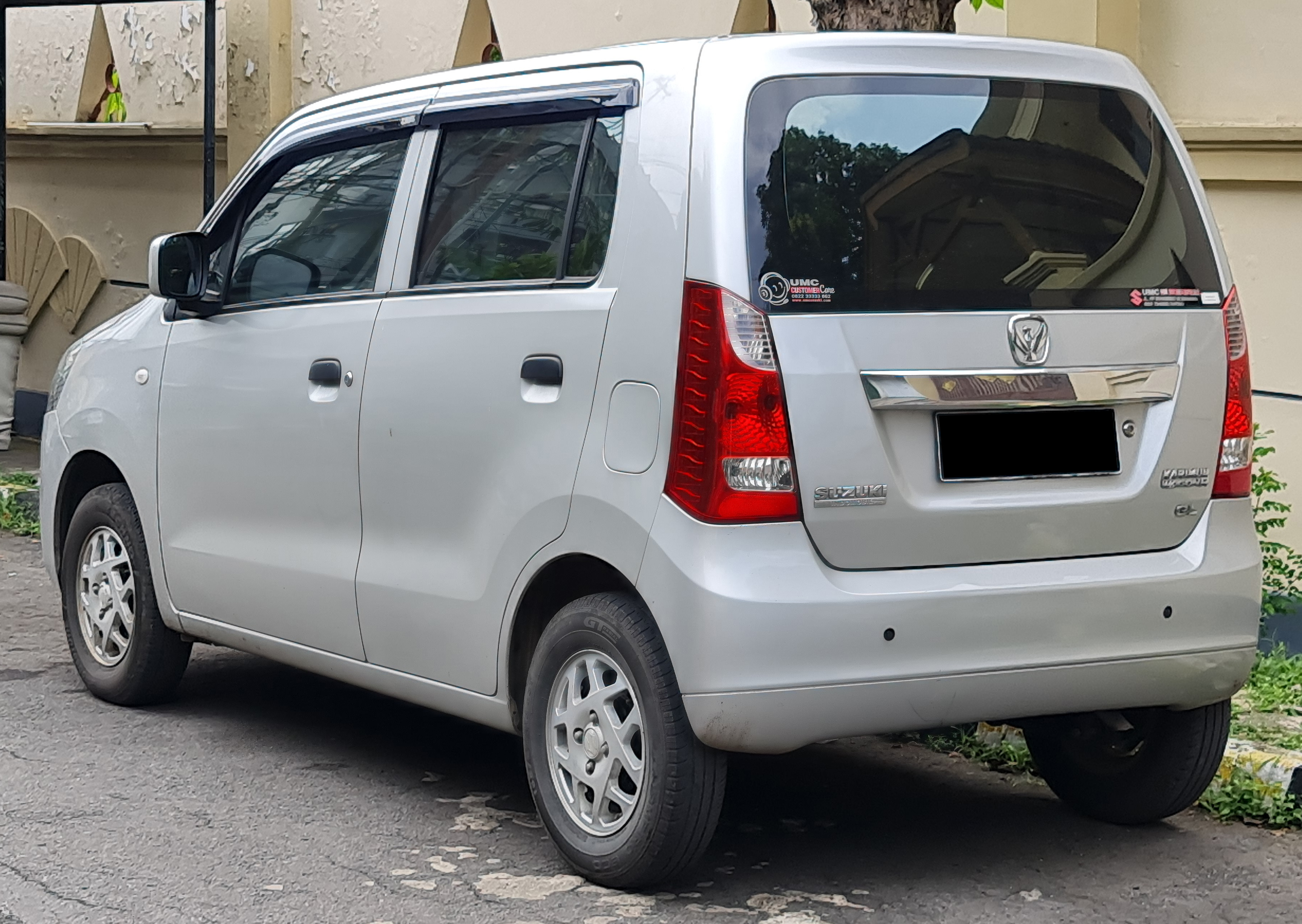
2018スズキ・カリムン・ワゴンR GL（MP31S、インドネシア）
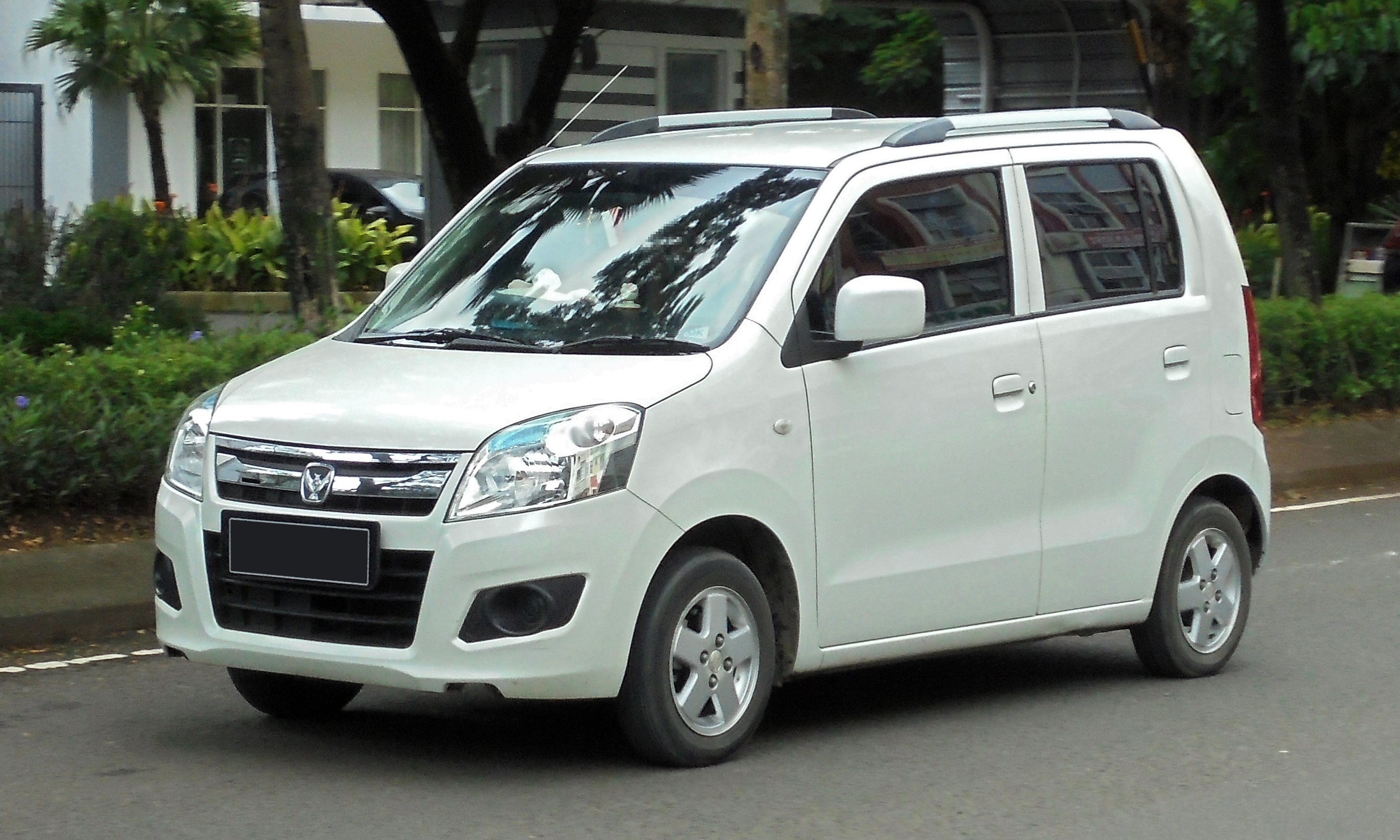
2015スズキ・カリムン・ワゴンR GX（MP31S、インドネシア）
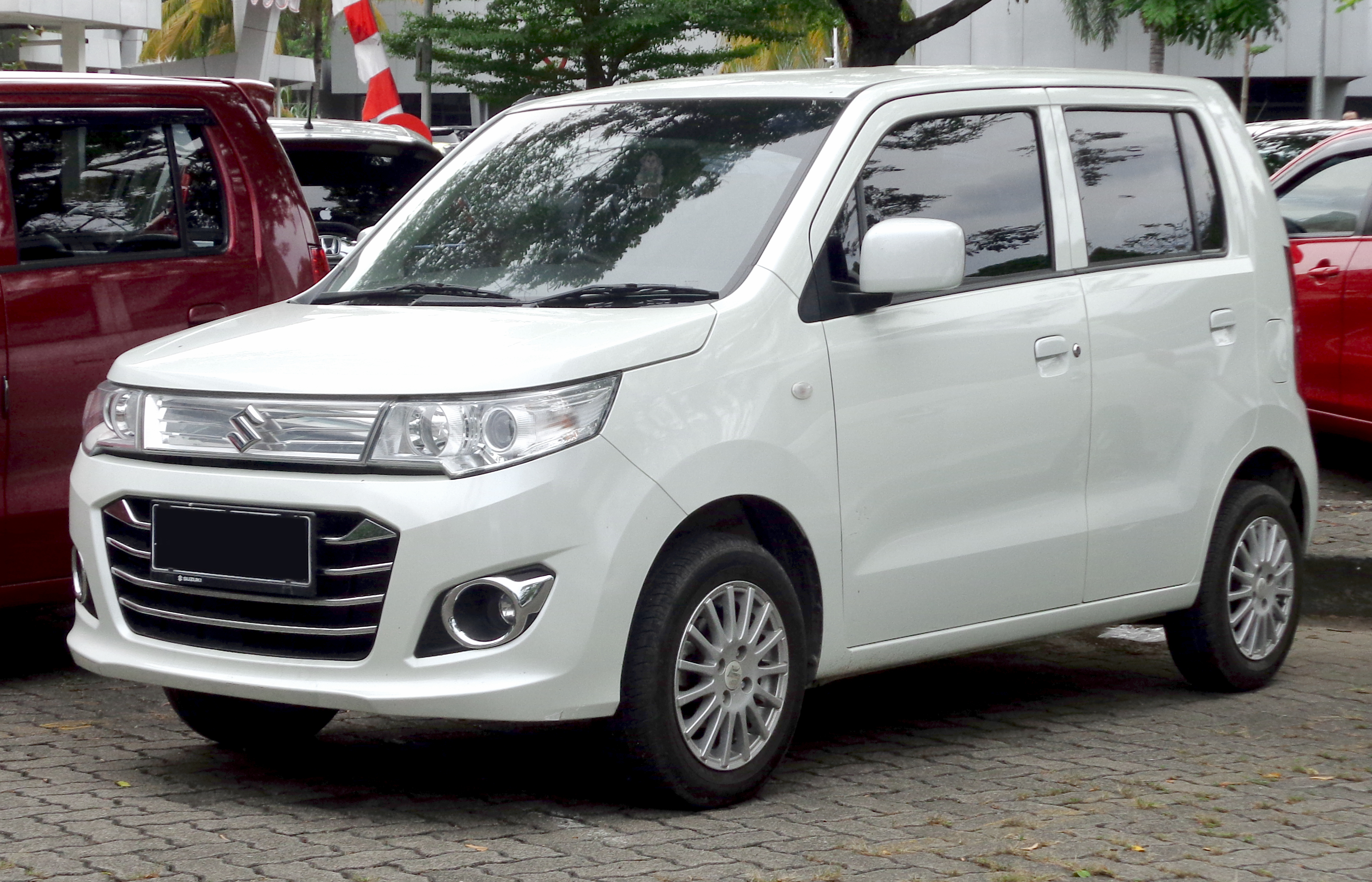
2019スズキ・カリムン・ワゴンR GS（MP31S、インドネシア）
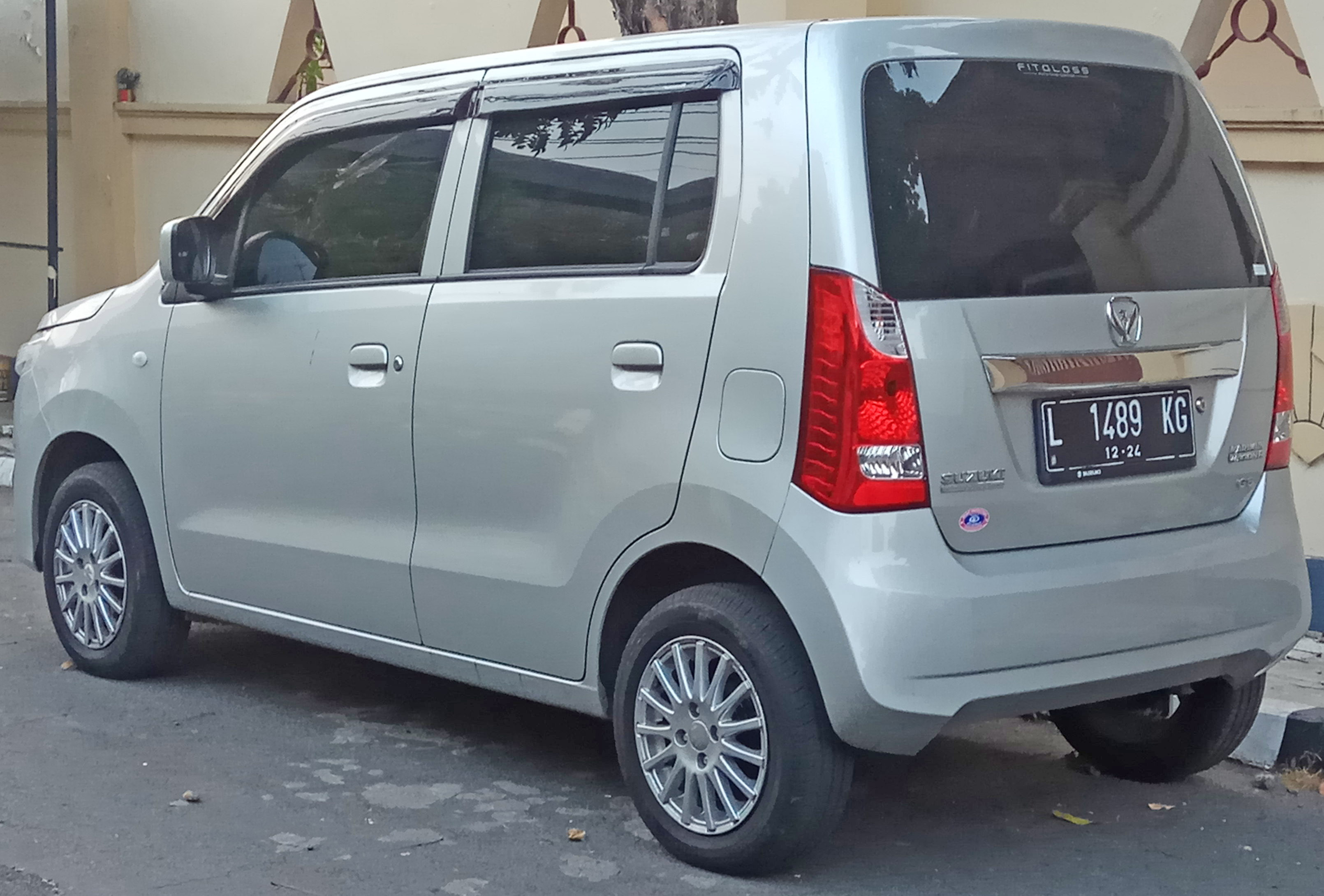
2019スズキ・カリムン・ワゴンR GS（MP31S、インドネシア）
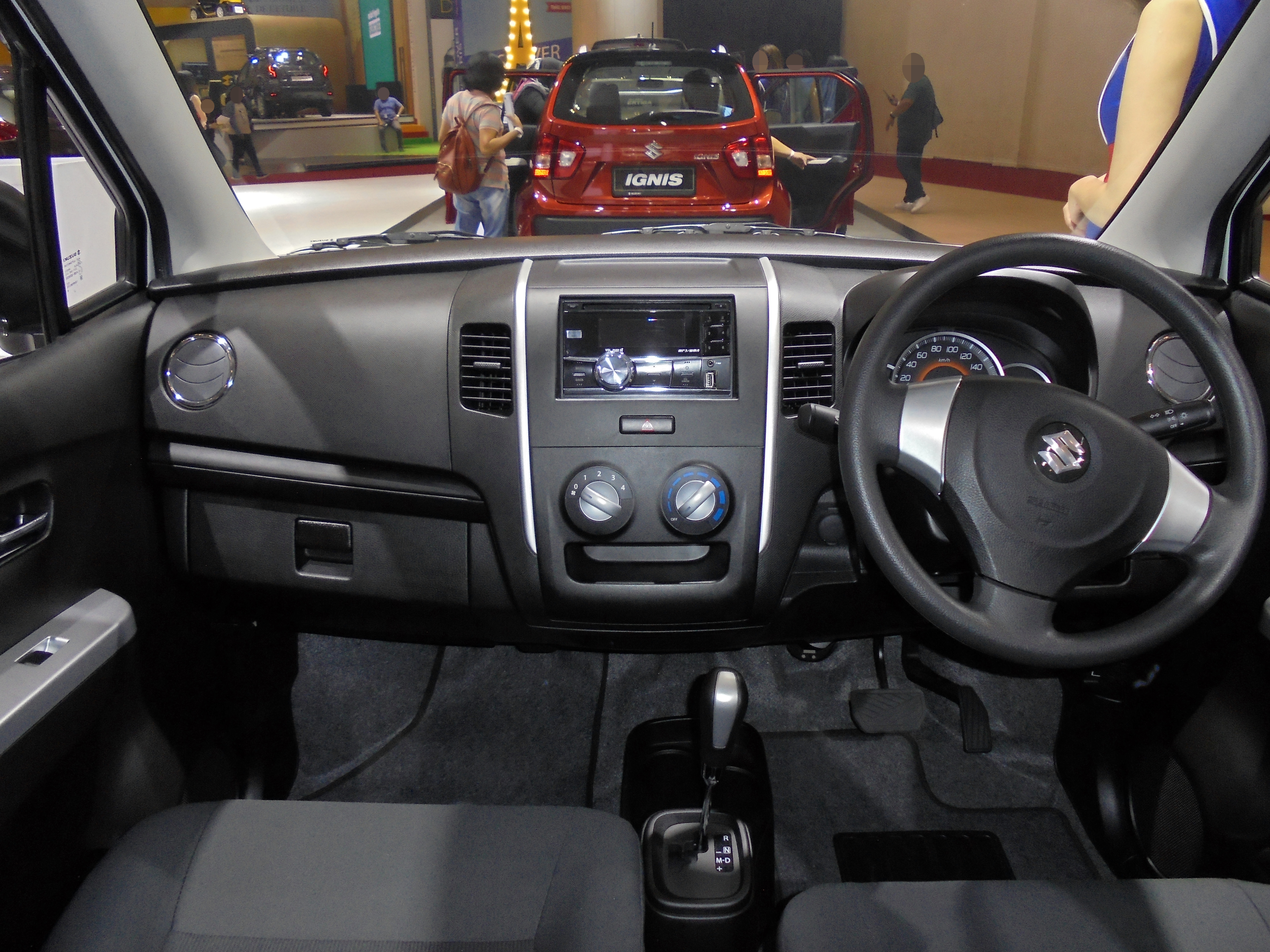
2019スズキ・カリムン・ワゴンR GS 内装（インドネシア）

### パックスズキ・ワゴンR
パックスズキ・ワゴンR（Pak Suzuki Wagon R）は、インドネシア仕様のパキスタン版である。インド仕様のように、より先進的な空調システム、2DIN一体型9インチLCDオプション、デフォッガー、ブーツパーセルトレイ付で、GS（スティングレー）および商用パネルバンは設定されない。Dilagoアクセサリーは別オプションとして利用可能である。
政治問題の影響によりインドからの輸入が不可能であるため、インドネシアからノックダウンキットとして輸入され、パキスタンのパックスズキによって組み立てられている。ノックダウンキットは2013年11月以降インドネシアから輸入されており、2014年4月に3グレード（VX、VXR、VXL）で販売開始された。VXグレードは2016年に販売中止された。2020年1月、VXLグレードにはオートギヤシフト（AGS）と運転席エアバッグオプションが追加された。

## 3代目 MT81S型（2019年 - ）
3代目ワゴンRは2019年1月23日にインドで販売が開始された。3代目ワゴンRはイグニスと同じHEARTECTプラットフォームを使用している。その結果として、先代モデルよりも軽量にもかかわらず、ボディ構造の剛性は向上している。
スズキがインド市場のワゴンRを日本の軽自動車規格のワゴンRから独立させたため、3代目ワゴンRは先代よりも大きくなった。ホイールベースは35 mm長くなり、幅は125 mm広くなった。乗員数は4人から5人に増えた。大きさの拡大を強調するため、マルチ・スズキは3代目ワゴンRを「Big New Wagon R」と宣伝した。
インド以外では、バングラデシュ、ネパール、スリランカにも輸出されている。スリランカでは「グランドワゴンR」として販売されている。
3代目で初めて、ワゴンRには2種類のエンジンが採用された。基本グレードは先代から引き継がれたK10B型1.0 Lガソリンエンジンであり、オプションとしてK12M型1.2 Lガソリンエンジンを選択可能である。1.0 LはMT仕様のみなのに対して、1.2 LはMTとAMTのいずれも用意されている。ワゴンRの1.2 Lは最高出力82 PS (60 kW)、最大トルク113 N·mを発揮する。対して、1.0 Lは最高出力68 PS (50 kW)、最大トルク90 N·mである。工場で取り付けられるCNGキットオプションもインドの1.0 LXiグレードで提供されている。CNGモードではガソリンモードよりも出力とトルクは低下し、車重も重い。
2022年2月25日に改良版が発表された。新しくアイドリングストップ機能付きのK10C型1.0 LエンジンとK12N型1.2 Lエンジン、ベージュとダークグレーの2トーン内装色、黒色ルーフを持つ2トーン外装色、黒色塗装された14インチアルミホイール、AMTモデルでは坂道発進補助装置が追加された。
2022年12月12日、ワゴンRフレックスフューエルプロトタイプが発表された。エタノールを混合したフレックス燃料に対応している。規制はBS6フェーズII排出基準に準拠する。

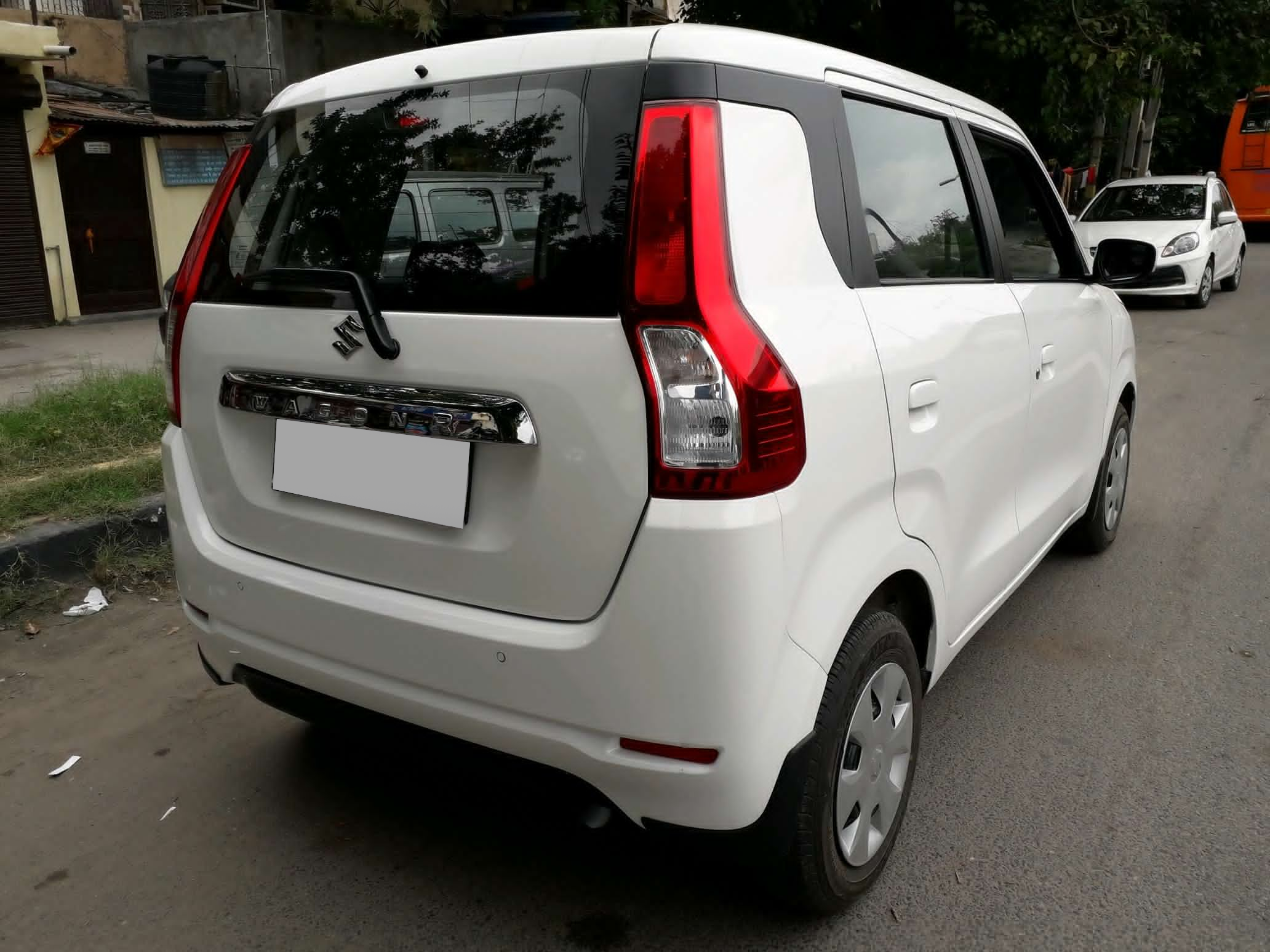
2019マルチスズキ・ワゴンR（インド）の後部

### 安全性
運転席用エアバッグ付きのインド仕様ワゴンRは2019年にグローバルNCAPから大人の乗員に対して2スター、子供の乗員に対して2スターを獲得した。

## 販売台数
| 年     | インド    | インドネシア |
| ------ | --------- | ------------ |
| 2011年 | 147,299台 |              |
| 2012年 | 134,823台 |              |
| 2013年 | 159,233台 | 4,705台      |
| 2014年 | 159,260台 | 7,068台      |
| 2015年 | 170,399台 | 11,526台     |
| 2016年 | 173,286台 | 9,905台      |
| 2017年 | 166,815台 | 5,408台      |
| 2018年 | 152,020台 | 4,564台      |
| 2019年 | 155,967台 | 4,148台      |
| 2020年 | 148,298台 | 1,591台      |
| 2021年 | 183,851台 | 2,510台      |